# 愛知県道339号長沢東蔵前線
愛知県道339号長沢東蔵前線（あいちけんどう339ごう ながさわひがしくらまえせん）は、愛知県豊田市から岡崎市に至る一般県道である。起点は豊田市松平地区山間部の岡崎市境付近で、実質的に岡崎市内のみの道路である。

## 概要

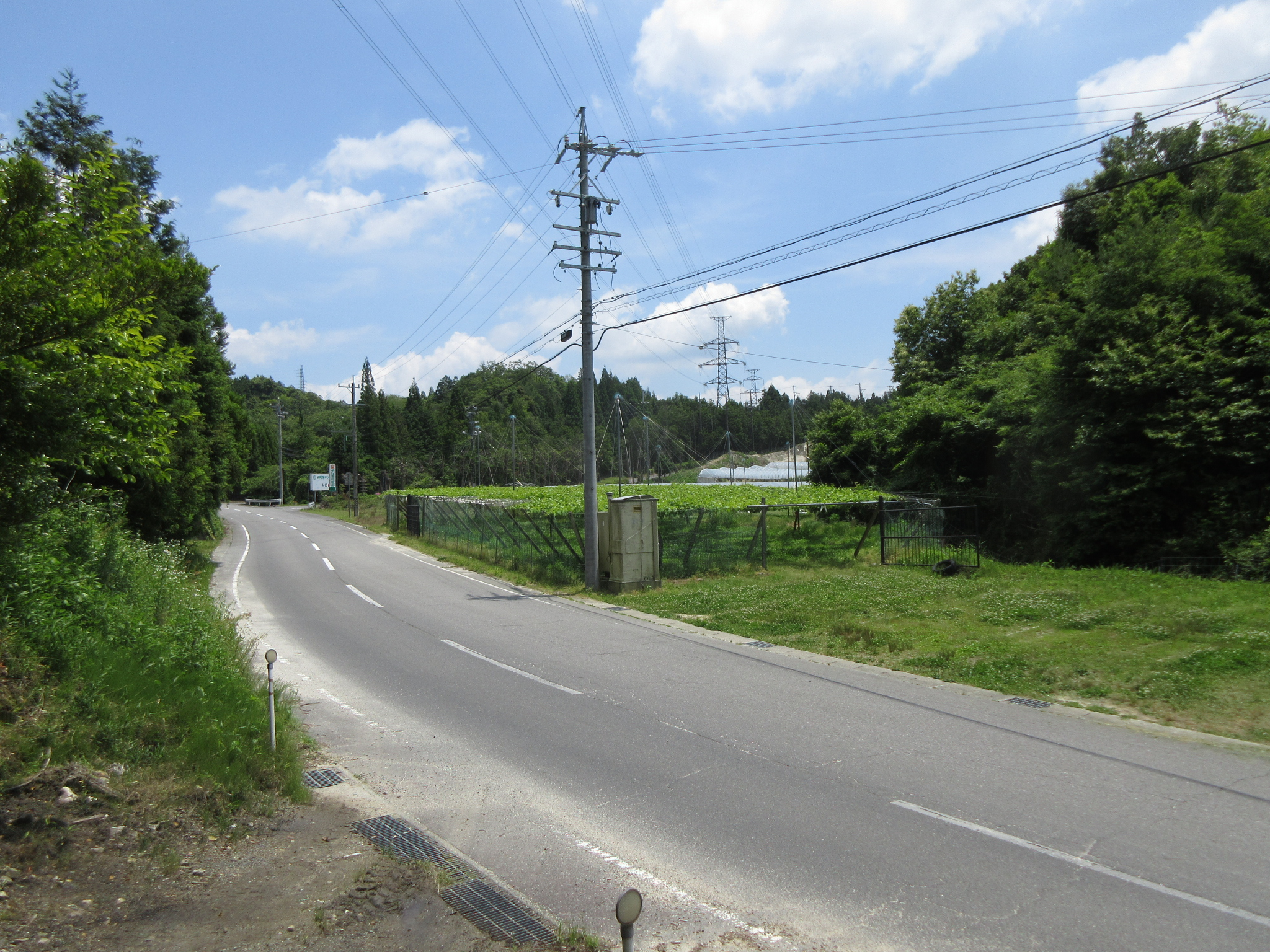
岡崎市駒立町にて撮影

### 路線データ
- 起点：愛知県豊田市長沢町
- 終点：愛知県岡崎市東蔵前町

## 沿革
- 1959年12月15日 認定

## 通過する自治体
- 愛知県
  - 豊田市
  - 岡崎市

## 接続する道路
- 愛知県道338号花沢桑原線（豊田市長沢町）
- 愛知県道331号一色小久田線（岡崎市大柳町）
- 大沼街道：愛知県道477号東大見岡崎線（岡崎市大柳町地内で重複）
- 足助街道：愛知県道39号岡崎足助線（東蔵前交差点）
- 松平往還

## 沿線
- 岡崎高原カントリークラブ
- 駒立（こまだち）ぶどう園
- 岡崎花園地区内陸工業団地
- 真福寺
- 岩津天満宮
- 愛知県立岩津高等学校

## バス路線
- 名鉄バス
  - 季節運行：東岡崎 - 駒立間

## 別名
- 真福寺道（岡崎市）
- 松平往還（岡崎市、豊田市）
- 大沼街道（岡崎市、豊田市）